# Associazione Sportiva Sorrento 1971-1972
Questa voce raccoglie le informazioni riguardanti l'Associazione Sportiva Sorrento nelle competizioni ufficiali della stagione 1971-1972.

## Divise
| Casa |

## Organigramma societario
Area direttiva
- Presidente: Achille Lauro

Area tecnica
- Allenatore: Nicola D'Alessio Monte, poi  Pasquale Atripaldi

## Rosa
| N. |                   | Ruolo | Calciatore                    |
| -- | ----------------- | ----- | ----------------------------- |
|    | Italia (bandiera) | P     | Antonio Formisano             |
|    | Italia (bandiera) | P     | Antonio Gridelli              |
|    | Italia (bandiera) | P     | Francesco Moscarella          |
|    | Italia (bandiera) | D     | Salvatore Albano (calciatore) |
|    | Italia (bandiera) | D     | Giuseppe Bruscolotti          |
|    | Italia (bandiera) | D     | Antonino Fiorile              |
|    | Italia (bandiera) | D     | Dante Lodrini                 |
|    | Italia (bandiera) | D     | Edmondo Lorenzini             |
|    | Italia (bandiera) | D     | Giuseppe Nazzi                |
|    | Italia (bandiera) | C     | Antonio Furlan                |
|    | Italia (bandiera) | C     | Rodrigo Ghiandi               |
|    | Italia (bandiera) | C     | Graziano Landoni              |

| N. |                   | Ruolo | Calciatore          |
| -- | ----------------- | ----- | ------------------- |
|    | Italia (bandiera) | C     | Gilberto Noletti    |
|    | Italia (bandiera) | C     | Antonio Ottieri     |
|    | Italia (bandiera) | C     | Biagio Savarese     |
|    | Italia (bandiera) | C     | Antonino Silvestri  |
|    | Italia (bandiera) | A     | Tommaso Angrisani   |
|    | Italia (bandiera) | A     | Paolino Bozza       |
|    | Italia (bandiera) | A     | Giuseppe Cogliandro |
|    | Italia (bandiera) | A     | Pietro Costantino   |
|    | Italia (bandiera) | A     | Paolo Franzoni      |
|    | Italia (bandiera) | A     | Emo Giannotti       |
|    | Italia (bandiera) | A     | Fernando Scarpa     |
|    | Italia (bandiera) | A     | Giovanni Vastola    |

## Calciomercato
| Acquisti | Acquisti                      | Acquisti | Acquisti |
| R.       | Nome                          | da       | Modalità |
| -------- | ----------------------------- | -------- | -------- |
| P        | Antonio Formisano             | Massese  |          |
| D        | Salvatore Albano (calciatore) | Napoli   |          |
| D        | Dante Lodrini                 | Avellino |          |
| C        | Graziano Landoni              | Piacenza |          |
| A        | Paolo Franzoni                | Piacenza |          |
| A        | Emo Giannotti                 | Monza    |          |
| A        | Fernando Scarpa               | Potenza  |          |
| A        | Giovanni Vastola              | Bologna  |          |

## Risultati

### Serie B

#### Girone di andata
| 26 settembre 1971 1ª giornata | Foggia | 3 – 0 | Sorrento |  |

| 3 ottobre 1971 2ª giornata | Sorrento | 0 – 2 | Bari |  |

| 10 ottobre 1971 3ª giornata | Sorrento | 2 – 0 | Livorno |  |

| 17 ottobre 1971 4ª giornata | Reggina | 2 – 2 | Sorrento |  |

| 24 ottobre 1971 5ª giornata | Perugia | 1 – 0 | Sorrento |  |

| 10 gennaio 1999 6ª giornata | Sorrento | 0 – 1 | Lazio |  |

| 7 novembre 1971 7ª giornata | Sorrento | 0 – 2 | Taranto |  |

| 14 novembre 1971 8ª giornata | Genoa | 0 – 0 | Sorrento |  |

| 21 novembre 1971 9ª giornata | Catania | 1 – 0 | Sorrento |  |

| 28 novembre 1971 10ª giornata | Sorrento | 0 – 0 | Modena |  |

| 5 dicembre 1971 11ª giornata | Sorrento | 0 – 0 | Monza |  |

| 12 dicembre 1971 12ª giornata | Brescia | 2 – 0 | Sorrento |  |

| 19 dicembre 1971 13ª giornata | Novara | 1 – 0 | Sorrento |  |

| 26 dicembre 1971 14ª giornata | Sorrento | 0 – 1 | Cesena |  |

| 2 gennaio 1972 15ª giornata | Sorrento | 1 – 2 | Como |  |

| 9 gennaio 1972 16ª giornata | Ternana | 2 – 1 | Sorrento |  |

| 16 gennaio 1972 17ª giornata | Sorrento | 0 – 0 | Arezzo |  |

| 23 gennaio 1972 18ª giornata | Reggiana | 3 – 0 | Sorrento |  |

| 30 gennaio 1972 19ª giornata | Palermo | 1 – 0 | Sorrento |  |

#### Girone di ritorno
| 13 febbraio 1972 20ª giornata | Sorrento | 0 – 1 | Foggia |  |

| 20 febbraio 1972 21ª giornata | Bari | 0 – 1 | Sorrento |  |

| 27 febbraio 1972 22ª giornata | Livorno | 0 – 1 | Sorrento |  |

| 5 marzo 1972 23ª giornata | Sorrento | 2 – 0 | Reggina |  |

| 12 marzo 1972 24ª giornata | Sorrento | 0 – 0 | Perugia |  |

| 19 marzo 1972 25ª giornata | Lazio | 2 – 0 | Sorrento |  |

| 26 marzo 1972 26ª giornata | Taranto | 2 – 0 | Sorrento |  |

| 2 aprile 1972 27ª giornata | Sorrento | 1 – 2 | Genoa |  |

| 9 aprile 1972 28ª giornata | Sorrento | 1 – 0 | Catania |  |

| 16 aprile 1972 29ª giornata | Modena | 1 – 0 | Sorrento |  |

| 23 aprile 1972 30ª giornata | Monza | 1 – 1 | Sorrento |  |

| 30 aprile 1972 31ª giornata | Sorrento | 4 – 0 | Brescia |  |

| 7 maggio 1972 32ª giornata | Sorrento | 0 – 0 | Novara |  |

| 14 maggio 1972 33ª giornata | Cesena | 3 – 0 | Sorrento |  |

| 21 maggio 1972 34ª giornata | Como | 3 – 1 | Sorrento |  |

| 28 maggio 1972 35ª giornata | Sorrento | 1 – 2 | Ternana |  |

| 4 giugno 1972 36ª giornata | Arezzo | 1 – 2 | Sorrento |  |

| 11 giugno 1972 37ª giornata | Sorrento | 2 – 0 | Reggiana |  |

| 18 giugno 1972 38ª giornata | Sorrento | 0 – 0 | Palermo |  |

### Coppa Italia

#### Primo turno
| Arbitro: | Serafino (Roma) |

|  |           |           |
|  | Marcatori | 42’ Bozza |

| Arbitro: | Panzino (Catanzaro) |

|                          |           |                |
| Scarpa 54’ Giannotti 60’ | Marcatori | 62’ Bercellino |

| Arbitro: | Michelotti (Parma) |

|  |           |                                                           |
|  | Marcatori | 25’ Bergamaschi 38’ (aut.) Gridelli 64’ Orazi 88’ D'Amato |

| Arbitro: | Menegali (Roma) |

|                   |           |  |
| Spelta 45’ (rig.) | Marcatori |  |

## Statistiche

### Statistiche di squadra
| Competizione | Punti | In casa | In casa | In casa | In casa | In casa | In casa | In trasferta | In trasferta | In trasferta | In trasferta | In trasferta | In trasferta | Totale | Totale | Totale | Totale | Totale | Totale | DR  |
| Competizione | Punti | G       | V       | N       | P       | Gf      | Gs      | G            | V            | N            | P            | Gf           | Gs           | G      | V      | N      | P      | Gf     | Gs     | DR  |
| ------------ | ----- | ------- | ------- | ------- | ------- | ------- | ------- | ------------ | ------------ | ------------ | ------------ | ------------ | ------------ | ------ | ------ | ------ | ------ | ------ | ------ | --- |
| Serie B      | 25    | 19      | 5       | 6       | 8       | 14      | 13      | 19           | 3            | 3            | 13           | 9            | 29           | 38     | 8      | 9      | 21     | 23     | 42     | -19 |
| Coppa Italia | 4     | 2       | 1       | 0       | 1       | 2       | 5       | 2            | 1            | 0            | 1            | 1            | 1            | 4      | 2      | 0      | 2      | 3      | 6      | -3  |
| Totale       |       | 21      | 6       | 6       | 9       | 16      | 18      | 21           | 4            | 3            | 14           | 10           | 30           | 42     | 10     | 9      | 23     | 26     | 48     | -22 |

### Statistiche dei giocatori
| Giocatore      | Serie B  | Serie B | Coppa Italia | Coppa Italia | Totale   | Totale |
| Giocatore      | Presenze | Reti    | Presenze     | Reti         | Presenze | Reti   |
| -------------- | -------- | ------- | ------------ | ------------ | -------- | ------ |
| S. Albano      | 23       | 1       | ?            | ?            | 23+      | 1+     |
| T. Angrisani   | 24       | 0       | ?            | ?            | 24+      | 0+     |
| P. Bozza       | 34       | 6       | ?            | ?            | 34+      | 6+     |
| G. Bruscolotti | 36       | 0       | ?            | ?            | 36+      | 0+     |
| G. Cogliandro  | 2        | 0       | ?            | ?            | 2+       | 0+     |
| P. Costantino  | 23       | 1       | ?            | ?            | 23+      | 1+     |
| A. Fiorile     | 1        | 0       | ?            | ?            | 1+       | 0+     |
| A. Formisano   | 10       | -7      | ?            | ?            | 10+      | -7+    |
| P. Franzoni    | 28       | 5       | ?            | ?            | 28+      | 5+     |
| A. Furlan      | 35       | 2       | ?            | ?            | 35+      | 2+     |
| R. Ghiandi     | 2        | 0       | ?            | ?            | 2+       | 0+     |
| E. Giannotti   | 6        | 0       | ?            | ?            | 6+       | 0+     |
| A. Gridelli    | 28       | -35     | ?            | ?            | 28+      | -35+   |
| G. Landoni     | 20       | 1       | ?            | ?            | 20+      | 1+     |
| D. Lodrini     | 36       | 0       | ?            | ?            | 36+      | 0+     |
| E. Lorenzini   | 31       | 1       | ?            | ?            | 31+      | 1+     |
| G. Nazzi       | 3        | 0       | ?            | ?            | 3+       | 0+     |
| A. Ottieri     | 1        | 0       | ?            | ?            | 1+       | 0+     |
| G. Noletti     | 34       | 1       | ?            | ?            | 34+      | 1+     |
| B. Savarese    | 21       | 1       | ?            | ?            | 21+      | 1+     |
| F. Scarpa      | 26       | 3       | ?            | ?            | 26+      | 3+     |
| A. Silvestri   | 2        | 0       | ?            | ?            | 2+       | 0+     |
| G. Vastola     | 14       | 1       | ?            | ?            | 14+      | 1+     |